# クリストフ・プランタン

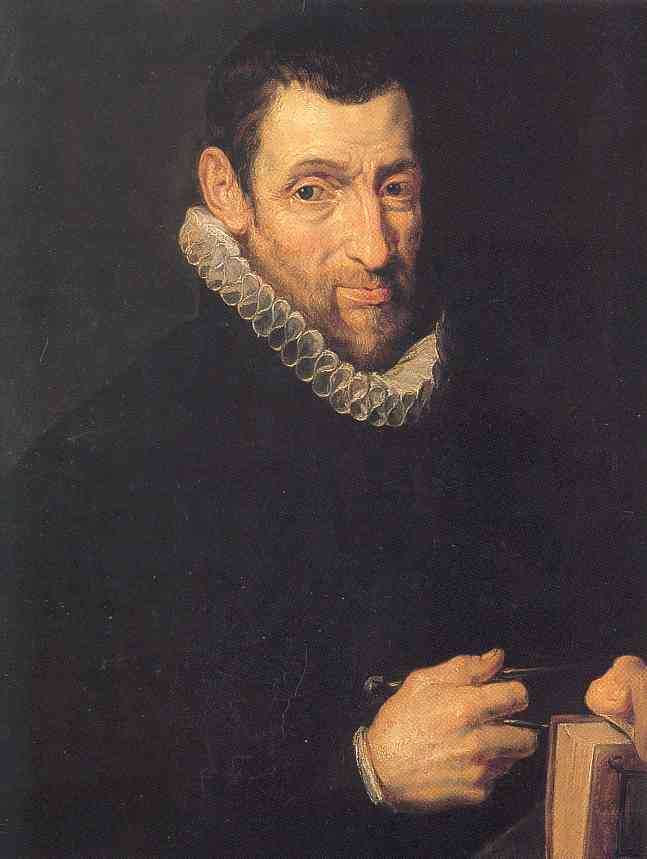
ピーテル・パウル・ルーベンスによるプランタン

クリストフ・プランタン（Christophe Plantin、クリストフェル・プランタイン、Christoffel Plantijn、1520年5月頃-1589年7月1日）は、フランス出身の出版業者。元は製本職人だったが、納品先に向かう途中に強盗に襲われ腕を負傷。活版印刷へ転向した。アントウェルペンを主たる活動拠点とし（1548年-1589年）、パリ（1566年-1577年）やライデン（1583年-1585年）でも出版を手掛けた。彼が手掛けた出版物は1500点を超える。
トゥールに近いサン＝タヴェルタンで生まれた。パリで製本術を、カーンで印刷術を、それぞれ学んだ。彼は、フェリペ2世の秘書であり製本業者でもあったガブリエル・ド・ザヤスの下請けもした。　
彼はアントウェルペンでスペイン王の印刷業者長 (Architypographe) に任命された（1570年。現ベルギーは当時スペイン領）。このほか、ライデンではライデン大学の御用業者に任命された。
1589年にアントウェルペンで没したが、その事業は娘婿のジャン・メラントルフ（ヤン・モレトゥス）が引き継いだ。オフィキナ・プランティニアナ（Officina Plantiniana, プランタンの出版所）は丸ごと現存しており、現在では、プランタン＝モレトゥス博物館として、ユネスコの世界遺産に登録されている。オフィキナ・プランティニアナはベルギーにかつて存在した印刷出版企業としては最も重要なものであると見なされている。

## ラボレ・エト・コンスタンティア

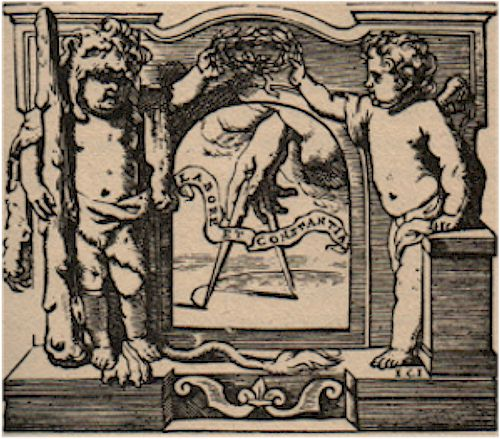
「黄金のコンパスにて」

プランタンは3つの異なる商標を用いた。そのうち、1564年以降に用いた3番目のものは、「黄金のコンパスにて」の名で参照される。彼は異なるコレクションを区別するために、この商標を異なる枠飾りと共に用いた。この商標は常に「ラボレ・エト・コンスタンティア」（Labore et Constantia, 勤労と辛抱とによって、を意味するラテン語）という銘句と組み合わせて用いられた。
プランタンは、ロベール・エチエンヌに倣い、門前に校正刷りを展示していた。そして、誤植を発見した人には謝礼を進呈することを約束していた。

## 主な出版物
- 1557年 - 『化粧品とジャム論』
ノストラダムスの医師・料理研究家としての著作。この書物には多くの版があり、この版には出版所の記載がなされていないものの、印章や他の書誌学者の記述などからプランタンの手になるものとされている。
- 1562年 - Dictionarium Tetraglotton 『4ヵ国語辞典』
ラテン語・ギリシア語・フランス語・オランダ語の4ヵ国語からなる。
- 1567年 - Nomenclator omnium rerum propria nomina variis linguis...
- 1569-1572年[2] - Biblia Regia
プランタンが手掛けた出版物の中でよく知られているもの。フォリオ判8巻[3]。ラテン語・ギリシア語・ヘブライ語・古シリア語・アラム語からなる[4] 「多国語訳の聖書」 Biblia polyglotta （ビブリア・ポリグロッタ）である。
- 1573年 - Thesaurus Theutonicae linguae Schat der Neder-duytscher spraken 『チュートン語シソーラス：低地ドイツ語話者の宝典』 
4万語の見出し語を収録した辞書。低地ドイツ語からラテン語とフランス語に翻訳された。
- 1574年 - Dictionarium Teutonico Latinum 『チュートン語 - ラテン語辞典』
- 1599年 - Etymologicum Teutonicae linguae sive Dictionarium Teutonico - Latinum 『チュートン語語源辞典あるいはチュートン語 - ラテン語辞典』
前出1574年版の 『チュートン語 - ラテン語辞典』 を全面的に改訂したもの。
- 1600年 - Syntagma Arateorum 『アラーテア集成』
オランダの法学者として知られるグロティウスの少年時代（当時17歳）の著作。アラートスの 『ファイノメナ』 Phainomena のラテン語訳本（『アラーテア』 Aratea と称される）のキケロ訳、アウィエヌス訳、ゲルマニクス訳を掲げた上で注釈を施したもの。